# 伊朗裔挪威人
伊朗裔挪威人（波斯語：‎）是指祖先來自伊朗的挪威公民。1979年伊朗伊斯蘭革命，陸續有伊朗人移民到挪威。也有一些伊朗人·來到挪威寻求庇护。大多数伊朗裔挪威人祖先是波斯人。